# Gouberville
Gouberville település Franciaországban, Manche megyében. Lakosainak száma 121 fő (2018. január 1.). Gouberville Néville-sur-Mer, Gatteville-le-Phare és Tocqueville községekkel határos.

## Népesség
A település népességének változása:
| Lakosok száma | 176  | 158  | 158  | 139  | 137  | 124  | 115  | 118  | 120  | 121  |
|               | 1962 | 1968 | 1982 | 1990 | 1999 | 2008 | 2011 | 2013 | 2017 | 2018 |